# 皮拉加斯縣

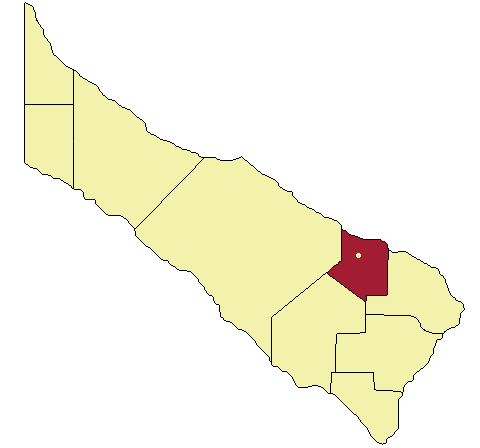

24°58′53″S 58°33′10″W / 24.98139°S 58.55278°W
皮拉加斯縣（西班牙語：Departamento Pilagás），是阿根廷的縣份，位於該國東北部福爾摩沙省，首府設於埃爾埃斯皮尼約，面積3,041平方公里，2010年人口18,399，人口密度每平方公里6.05人。